# Ali Abdollahi
Ali Abdollahi (persisch علی عبداللهی anhörenⓘ; * 1968 in Chorasan) ist ein iranischer Lyriker und literarischer Übersetzer.
Geboren 1968 in Birjand (Süd-Khorasan), Iran. Zeitgenössischer Dichter, Literaturkritiker und Übersetzer, Studium der Germanistik in Teheran und Abschluss mit der Diplomarbeit „Konkrete Poesie im Deutschunterricht“. Abdollahi hat bereits 4 Gedichtbände veröffentlicht, die zu den gefragtesten Werken moderner iranischer Lyrik zählen. Seine Sprache zeugt von einer einzigartigen Verflechtung von Gehobenheit und Verständlichkeit. Er greift tiefsinnige philosophische, geschichtliche, gesellschaftliche Themen auf und bearbeitet sie in seiner Lyrik mit einer individuellen originellen Präzision. Politische Themen werden in seinen Gedichten auf eine indirekte, erkenntnistheoretisch wegweisende Art und Weise behandelt. Auch Liebesgedichte von Abdollahi wurzeln in einer ganzheitlichen, tiefgreifend menschlichen, philosophisch ausgerichteten Weltanschauung.
Außerdem übersetzt er seit mehreren Jahren aus dem Deutschen ins Persische. Von ihm sind bis jetzt mehr als 70 Übersetzungen von Autoren wie Heinrich Heine, Friedrich Nietzsche, Rainer Maria Rilke, Franz Kafka, Bertolt Brecht, Kurt Tucholsky, Elias Canetti, Robert Musil, Martin Heidegger, Günter Grass, Ilma Rakusa, Michael Krüger usw. erschienen.
Seine Anthologien moderner deutschsprachiger Prosa und Lyrik haben bereits mehrere Auflagen im Iran erreicht. Abdollahi hat außer zahlreichen Lesungen im Iran mehrmals außerhalb des Landes unter anderem in Neu-Delhi, Wien, Berlin, Frankfurt aus seinen Werken gelesen. Er lebt momentan als freier Schriftsteller in Iran und in Berlin. 2021 erhielt er das Chamisso-Publikationsstipendium der Friedrich-Baur-Stiftung.

## Bibliographie
- Immerfort gehe ich im Dunkel (Narenj-Verlag, Teheran 1997)
- So ist es also, dass er nicht kommt (Sales-Verlag, Teheran 2002)
- Der Wind hat meine Geburtsurkunde entwendet (1. Auflage Schamlu-Verlag, Maschhad, 2009, 2. Auflage Nimaj Verlag, Teheran, 2013)
- Friede sei mit dem Wal (Amrood-Verlag, Teheran 2011)
- Wutrede mit verschlossenem Mund (Voraussichtliches Erscheinen im Ende 2013)
- Wetterumschlag (Secession, Berlin 2021)
- Ein Dieb im Dunkeln starrt auf ein Gemälde. Persischsprachige Lyrik des 21. Jahrhunderts. Herausgeber und Übersetzer, mit Kurt Scharf (Sujet Verlag, Berlin 2021)